# مگی اونیل
مگی اونیل (انگلیسی: Maggie O'Neill؛ زادهٔ ۱۵ نوامبر ۱۹۶۲) بازیگر اهل بریتانیا است. وی از سال ۱۹۸۵ میلادی تاکنون مشغول فعالیت بوده‌است.
از فیلم‌ها یا برنامه‌های تلویزیونی که وی در آن نقش داشته‌است می‌توان به طبابت در پیک، بی‌حیا، تلفات، خطوط سفید، پدر براون، آدمکشان میدسامر، مرگ در بهشت، ترفندهای نو، ایست‌اندرز، آدمکشان میدسامر، قصه‌گو: قصه‌های یونانی، مونا لیزا، گوریل‌ها در مه، تهاجم: زمین و همه می‌میرند اشاره کرد.